# Запорожье (Весёловский район)
Запоро́жье (укр. Запоріжжя) — село,
Запорожский сельский совет,
Весёловский район,
Запорожская область,
Украина.
Код КОАТУУ — 2321281201. Население по переписи 2001 года составляло 656 человек.
Является административным центром Запорожского сельского совета, в который, кроме того, входят сёла
Беловское и
Братолюбовка.

## Географическое положение
Село Запорожье находится на расстоянии в 0,5 км от села Братолюбовка и в 2,5 км от сёл Беловское и Таврия.
Рядом проходит автомобильная дорога Т-0805.

## История
- 1924 год — дата основания выходцами из Великой Белозерки Мелитопольского округа.

## Объекты социальной сферы
- Школа.
- Детский сад.
- Фельдшерско-акушерский пункт.
- Клуб.

## Достопримечательности
- Братская могила советских воинов.